# Stihl
Stihl Holding AG & Co. KG – niemieckie przedsiębiorstwo, z oddziałami w wielu krajach na całym świecie (obecność w 160 krajach), także w Polsce. Jeden z największych producentów i sprzedawców pilarek na świecie.
Siedziba główna znajduje się w Waiblingen w pobliżu Stuttgartu w Badenii-Wirtembergii w Niemczech. Przedsiębiorstwo zostało założone w 1926 r. przez Andreasa Stihla. Spółka produkuje i sprzedaje głównie pilarki łańcuchowe, kosy mechaniczne oraz inne urządzenia ogrodnicze, a także kosiarki i dmuchawy do liści.

## Historia
Po zakończeniu I wojny światowej Andreas Stihl ukończył studia z zakresu budowy maszyn, a w 1926 roku założył w najstarszej dzielnicy Stuttgartu Bad Cannstatt firmę „A. Stihl Ingenieurbüro”, która początkowo zajmowała się produkcją pralek i elementów do kotłów parowych. Dzięki temu przedsiębiorstwo zdobyło kapitał, który umożliwił skonstruowanie pilarki łańcuchowej z silnikiem elektrycznym, która ważyła 48 kg i wymagała do obsługi dwóch osób.
W 1926 roku Stihl rozpoczął produkcję spalinowych pilarek łańcuchowych. Stihlowska maszyna do wycinki drzew typ A była w dużych ilościach eksportowana do Rosji, Stanów Zjednoczonych i Kanady. Po odnotowaniu licznych sukcesów przedsiębiorstwo Andreasa Stihla postawiło na konsekwentny rozwój technologii.
Do 1939 roku liczba pracowników wzrosła do 250. W 1938 roku w Neustadt an der Rems otwarty został drugi zakład produkcyjny (w 1975 został on przeniesiony do sąsiedniego Waiblingen).

## Rozwój po II wojnie światowej
Od lat 50. dynamiczny rozwój przedsiębiorstwa nastąpił dzięki skonstruowaniu lekkich i uniwersalnych jednoosobowych pilarek łańcuchowych. Przebojem stała się pilarka Stihl Contra, która została wprowadzona na rynek w 1959 roku. W 1961 roku przedsiębiorstwo musiało nawet czarterować samoloty transportowe, by zaspokoić popyt w Kanadzie i USA. Począwszy od roku 1948 aż do roku 1961 Stihl produkował także traktory o małej mocy.
W roku 1971 Stihl został największym producentem pilarek łańcuchowych na świecie. Od lat 70. przedsiębiorstwo uruchomiło nowe zakłady produkcyjne w Niemczech oraz za granicą (Brazylia, USA, Szwajcaria i Austria). Równolegle rozbudowywana była struktura sprzedażowa bazująca na własnych spółkach-córkach i sieci importerów.
Po śmierci założyciela Andreasa Stihla w roku 1973, przedsiębiorstwo przejął jego syn Hans Peter Stihl. Kolejne lata przyniosły stały wzrost i rozwój przedsiębiorstwa. Obroty wynoszące w 1969 r. 113,8 mln marek, dziesięć lat później osiągnęły już 556 mln, a w roku 1989 przekroczyły miliard marek.

## Najważniejsze wydarzenia od lat 90. do dziś
W czerwcu 2004 roku otwarte zostało nowe centrum rozwoju w Waiblingen-Neustadt. Wydana na ten cel kwota 40 mln euro stanowiła największą inwestycję budowlaną w historii przedsiębiorstwa.
We wrześniu 2006 otwarty został zakład montażowy w Qingdao (Chiny).
Od początku lat 90. Stihl przejął austriacką spółkę Viking GmbH, produkującą urządzenia ogrodowe (w 1992), a także producenta gaźników, firmę Zama (w 2008).
3 maja 2010 r. przedsiębiorstwo poinformowało, że do 30 czerwca 2012 r. Hans Peter Stihl zakończy pełnienie funkcji prezesa w Kolegium Doradczym oraz w Radzie Nadzorczej. Następcą w Kolegium Doradczym został jego syn Nikolas.

## Struktura koncernu
Do grupy konsolidacyjnej Stihl Holding AG & Co. KG należy 32 własnych spółek handlowych i marketingowych w samych Niemczech i za granicą, z siedzibą główną w Waiblingen. Ważnymi spółkami córkami są:
- Stihl AG (100%)
- Andreas Stihl AG & Co. KG, Waiblingen, Główna siedziba przedsiębiorstwa (100%)
  - Stihl International GmbH, Waiblingen (100%)
  - Stihl – spółka córka STIHL International GmbH (100%)
  - Zama – spółka córka STIHL International GmbH (100%)
- Stihl Vertriebszentrale AG & Co. KG, Dieburg (100%)
- Stihl Kettenwerk GmbH & Co KG Waiblingen, Oddział Wil, Szwajcaria (100%)

Przewodniczącym zarządu Stihl AG & Co. KG jest od czerwca 2005 Bertram Kandziora.

## Produkty
Najbardziej znanym urządzeniem są produkowane od końca lat 20. mechaniczne pilarki łańcuchowe.
- W 1950 roku Stihl zaprezentował pierwszą na świecie jednoosobową łańcuchową spalinową pilarkę mechaniczną nazwaną Stihl BL. Wyposażona w przestawny ręcznie wychylny gaźnik. Dzięki temu urządzenie mogło być wykorzystywane nie tylko do przycinania drewna na określoną długość, lecz również do ścinki drzew.
- W 1959 roku, dzięki produkcji pilarki Stihl Contra, Andreas Stihl stał się liderem pilarek mechanicznych. Niska waga pilarki (12 kg) oraz silnik o mocy 6 KM umożliwił mechanizację prac leśnych. W ciągu niespełna dwóch lat wyprodukowanych zostało ponad 200.000 szt. tej pilarki łańcuchowej. W Stanach Zjednoczonych sprzedawana była ona pod nazwą Contra-Lightning. Od 1959 do 1967 roku powstały jej cztery różne modele. Miała pojemność skokową 106 cm i była przeważnie wyposażona w ostrza o długości 43, 53, 63 i 80 cm.

Od 1948 do 1963 roku Stihl produkował traktory. Już w 1988 roku Stihl był pierwszym przedsiębiorstwem, które opracowało katalizator dla silników dwusuwowych, zmniejszający emisję szkodliwych związków węglowodorowych o 60 do 80%. Dziś firma Stihl montuje te katalizatory także w urządzeniach przeznaczonych do zastosowań hobbystycznych.
Wraz z przejęciem firmy Viking GmbH oferta produktów został poszerzona o urządzenia do pielęgnacji ogrodu takie jak kosiarki, glebogryzarki, wertykulatory czy też rozdrabniacze.

## Sprzedaż
Sprzedaż urządzeń marki Stihl odbywa się wyłącznie poprzez sieć autoryzowanych dealerów świadczących także obsługę serwisową.
| Grupa STIHL                              |            | 2010   | 2009    | 2008    |
| ---------------------------------------- | ---------- | ------ | ------- | ------- |
| Obrót                                    | EUR. (mln) | 2.363  | 2.037,5 | 2.142,7 |
| Obroty grupy STIHL poza obszarem Niemiec | %          | 89,3   | 88      | 88,7    |
| Zatrudnienie                             | 31.12      | 11 310 | 10 883  | 11 484  |
| Inwestycje                               | EUR. (mln) | 122,7  | 130,7   | 190,1   |